# 比尔·帕塔基
威廉·安德鲁·“比尔”·帕塔基（英語：William Andrew "Bill" Pataky，1930年5月12日—2004年6月24日），加拿大男子篮球运动员。他曾代表加拿大获得1952年夏季奥运会男子篮球比赛第十三名。他于2004年在安大略省薩尼亞市去世。